# الهدایة الکبری
الهدایة الکبری نام کتابی از حسین بن حمدان خصیبی (متوفی ۳۴۶ ق) است که به زبان عربی و در صدد بیان زندگی و کرامت‌های چهارده معصوم و اثبات امامت و وصایت امامان شیعه تألیف شده‌است.

## ساختار
حسین بن حمدان خصیبی این کتاب را در پانزده باب تألیف کرده اما امروزه در نسخه‌های چاپی، یک باب آن که به معرفی سایر ابواب پرداخته بود حذف و چهارده باب باقی منتشر گردیده‌است. هر یک از این ابواب چهارده‌گانه مختص به یکی از چهارده معصوم است. این ابواب به دو بخش کلی تقسیم می‌شود. بخش اول به تاریخ زندگی آن معصوم نظیر تاریخ تولد، وفات، القاب، کنیه‌ها، تعداد فرزندان، نام آنها و مدت نبوت یا امامت و … پرداخته و آن مطالب را بدون ذکر سلسله سند ذکر کره است. اما وی در بخش دوم به ذکر روایات مختلف با سلسله سند مشخص می‌پردازد و در آن معجزات و کرامات هر یک از معصومین نظیر تعیین مصادیق علم غیب او، تصرف او در نظام تکوین همچون زنده کردن مردگان و طی‌الارض، سخن گفتن به زبان‌های مختلف و … را ذکر می‌کند.

## نقد و بررسی
این کتاب چندین مرتبه مورد نقد و بررسی قرار گرفته‌است. برخی از این نقدها در شانزدهمین دوره جشنواره نقد کتاب موفق به اخذ رتبه شده‌اند.

## نسخه‌های خطی
نسخه‌های خطی شناسایی شده این کتاب در ایران عبارتند از:
- نسخه خطی شماره ۲/۱۲۰۱۴، تاریخ کتاب: قرن یازدهم، کتابخانه آیت الله مرعشی نجفی.
- نسخه خطی شماره۷۸۷۴، تاریخ کتابت: ۱۰۸۰ق، کتابخانه آیت الله مرعشی نجفی.
- نسخه خطی شماره ۶۴۹۲، تاریخ کتابت: ۱۱۰۱ق، کتابخانه آستان قدس رضوی.
- نسخه خطی شماره ۲۹۷۳، تاریخ کتابت: ۱۳۱۵ق، کتابخانه آیت الله مرعشی نجفی. همین نسخه مبنای چاپ کتاب بوده‌است.
- نسخه خطی شماره ۷۰۵۳، تاریخ کتابت: ۱۳۱۹ق، کتابخانه مجلسی[۷]